# Косоткель
Косотке́ль (каз. Қосөткел) — село у складі Хобдинського району Актюбінської області Казахстану. Входить до складу сільського округу Імангалі Білтабанова.
У радянські часи село називалось Кусуткель.
Населення — 154 особи (2021; 219 у 2009, 219 у 1999, 169 у 1989).